# Koniec przemocy
Koniec przemocy (ang. The End of Violence) – amerykańsko-niemiecko-francuski thriller z 1997 roku w reżyserii Wima Wendersa. Zdjęcia kręcono w Los Angeles.

## Główne role
- Bill Pullman – Mike Max
- Andie MacDowell – Page
- Gabriel Byrne – Ray Bering
- Loren Dean – Dean Brock
- Traci Lind – Cat
- K. Todd Freeman – Six O One
- Daniel Benzali – Brice Phelps
- Soledad St. Hilaire – Anita
- Nicole Ari Parker – Ade
- Pruitt Taylor Vince – Frank Cray
- John Diehl – Lowell Lewis
- Samuel Fuller – Louis Bering
- Udo Kier – Zoltan Kovacs